# Рудна (Чехія)
Рудна (чеськ. Rudná) — місто у районі Прага-захід Середньочеського краю Чехії.

## Демографія
| Рік       | 1970  | 1980  | 1991  | 2001  | 2003  |
| --------- | ----- | ----- | ----- | ----- | ----- |
| Населення | 3 090 | 2 974 | 2 838 | 3 075 | 3 360 |

Джерело: Czeski Urząd Statystyczny